# (4603) Bertaud
(4603) Bertaud – planetoida z pasa głównego asteroid okrążająca Słońce w ciągu 4 lat i 97 dni w średniej odległości 2,63 j.a. Została odkryta 25 listopada 1986 roku w programie CERGA. Przed nadaniem nazwy planetoida nosiła oznaczenie tymczasowe (4603) 1986 WM3.